# Hernádbűd
Hernádbűd is een plaats (község) en gemeente in het Hongaarse comitaat Borsod-Abaúj-Zemplén. Hernádbűd telt 164 inwoners (2001).